# Vijay Amritraj
Vijay Amritraj (en tamil: விஜய் அமிர்தராஜ்; nacido el 14 de diciembre de 1953) es un extenista indio, que se destacó en las modalidades individual y dobles en las décadas de 1970 y 1980. Tras su retiro trabajó como comentarista deportivo y actor.
De religión cristiana [cita requerida], Amritraj vive actualmente en California con su esposa Shyamala, una tamil originaria de Sri Lanka. Tiene dos hijos, Prakash Amritraj y Vikram.

## Carrera
Nació en Chennai, India, hijo de Maggie Dhairyam y Robert Amritraj. Junto a sus hermanos, Anand Amritraj y Ashok Amritraj, fueron de los primeros indios en participar en el tour profesional de tenis. Asistieron a la escuela Don Bosco Egmore, de Chennai.
Jugó sus primeros torneos oficiales en 1970, y ganó su primer torneo en 1973, en Bretton Woods, Estados Unidos. Ese mismo año llegó a la instancia de cuartos de final de los abiertos de Wimbledon – en el cual fue derrotado en el quinto set por 7-5 por el futuro campeón del torneo, Jan Kodeš – y Estados Unidos donde fue derrotado por Ken Rosewall después de haber derrotado a Rod Laver dos partidos antes.
Al año siguiente, Amritraj llegó nuevamente a cuartos de final en otro Grand Slam, en Estados Unidos, siendo nuevamente derrotado por Rosewall, en ese momento el número 1 del mundo. Pese a obtener buenos resultados en varios torneos "grandes" más, nunca logró llegar a una final. Tras varios años de resultados variables, logró volver a disputar unos cuartos de final  en 1981 en Wimbledon, que perdió en cinco sets frente a Jimmy Connors, quien logró revertir una ventaja de dos sets a favor del indio. Destacado jugador de superficies de césped, su típico juego de saque y volea le permitió obtener buenos resultados, pero fue repetidamente derrotado en partidos que se alargaban hasta un quinto set.
En 1976, junto con su hermano Anand fue semifinalista en el Campeonato de Wimbledon en la categoría dobles.
Ocasionalmente, Amritraj ha jugado torneos de exhibición luego de su retiro, destacándose al llegar a la final del torneo Senior de Wimbledon en 2008, formando pareja con su otrora rival Gene Mayer.

## Copa Davis
Amritraj fue el capitán del equipo indio de la Copa Davis en los últimos años de la década del 1970 y los primeros de la de 1980, en los que la India logró acceder a las finales de 1974 y 1987. Su victoria épica sobre Martín Jaite en el quinto partido de la semifinal de 1987 le permitió a su país llegar a su segunda final de Copa Davis hasta el momento, aunque en ambos casos fracasó en obtener el título.

## Éxitos a lo largo de su carrera
- Logró ganar 16 torneos individuales y 13 torneos de dobles.
- Venció a los mejores del mundo, entre ellos a John McEnroe en la cumbre de su carrera, en el Masters de Cincinnati.
- Venció 5 veces a Jimmy Connors, de las 11 vences que enfrentaron, durante la mayor parte de las cuales este era el número 1 del mundo.
- Llegó a ser el número 16 del ranking de la ATP en 1980, el mayor ranking alcanzado por un jugador de la India.
- Tanto su hijo Prakash Amritraj como su sobrino Stephen Amritraj son tenistas profesionales.
- Recibió el premio Padma Shri en 1983.

## Carrera como actor
Tras su retirada de las canchas de tenis, Amritraj ha participado en algunas películas de cine, entre ellas en la película Octopussy, de la serie de James Bond, junto a Roger Moore; y en Star Trek IV: misión: salvar la Tierra como capitán de una nave espacial. Tuvo, además, varias apariciones en programas de televisión.
Ha trabajado varios años como comentarista deportivo, fue juez en los concursos de Miss Universo y ha desarrollado un exitoso negocio multimediático.

## La Fundación
En 2006,  tras terminar su trabajo como Mensajero de Paz de la Organización de las Naciones Unidas, fundó la «Fundación Vijay Amritraj». La misión de la fundación es llevar esperanza, ayuda y recuperación a indefensos e inocentes víctimas de enfermedades y tragedias en la India. Su eslogan «dando recibimos», la fundación aspira a lograr una diferencia significativa para aquellos que más necesitan la ayuda de la humanidad.
Iniciada en 2006, la actuación de la Fundación alcanzó rápidamente la solvencia económica necesaria para prestar asistencia a varias organizaciones de caridad en la India, aspirando a llegar pronto a todos los Estados de la Unión India. En la actualidad, reciben ayuda económica y organizativa de muchas personalidades del mundo, entre ellos el expresidente estadounidense George H. Bush.
Cada año, la Fundación organiza un exitoso torne de golf, seguido por una cena de gala a beneficio de sus acciones de caridad en Beverly Hills, California.

## Torneos ATP

### Individuales

#### Títulos (16)
| N.º | Fecha | Torneo        | Superficie    | Oponente en la final | Resultado            |
| --- | ----- | ------------- | ------------- | -------------------- | -------------------- |
| 1.  | 1973  | Bretton Woods | Tierra batida | Jimmy Connors        | 7-5 2-6 7-5          |
| 2.  | 1973  | Nueva Delhi   | Tierra batida | Malcolm Anderson     | 6-4 5-7 8-9 6-3 11-9 |
| 3.  | 1974  | Washington    | Indoor        | Karl Meiler          | 6-4 6-3              |
| 4.  | 1974  | Beckenham     | Césped        | Tom Gorman           | 6-7 6-2 6-4          |
| 5.  | 1975  | Columbus      | Dura          | Robert Lutz          | 6-4 7-5              |
| 6.  | 1975  | Calcuta       | Tierra batida | Manuel Orantes       | 7-5 6-3              |
| 7.  | 1976  | Memphis       | Indoor        | Stan Smith           | 6-2 0-6 6-0          |
| 8.  | 1976  | Newport       | Césped        | Brian Teacher        | 6-3 4-6 6-3 6-1      |
| 9.  | 1977  | Auckland      | Césped        | Tim Wilkison         | 7–6 5–7 6–1 6–2      |
| 10. | 1977  | Bombay        | Tierra batida | Terry Moor           | 7-6 6-4              |
| 11. | 1979  | México        | Tierra batida | Raúl Ramírez         | 6-4 6-4              |
| 12. | 1979  | Bombay        | Tierra batida | Peter Elter          | 6-1 7-5              |
| 13. | 1980  | Newport       | Césped        | Andew Pattison       | 6-1 5-7 6-3          |
| 14. | 1980  | Bangkok       | Moqueta       | Brian Teacher        | 6-3 7-5              |
| 15. | 1984  | Newport       | Césped        | Tim Mayotte          | 3-6 6-4 6-4          |
| 16. | 1986  | Bristol       | Césped        | Henri Leconte        | 7-6 1-6 8-6          |

#### Finalista (6)
| N.º | Fecha | Torneo       | Superficie | Oponente en la final | Resultado   |
| --- | ----- | ------------ | ---------- | -------------------- | ----------- |
| 1.  | 1973  | South Orange | Césped     | Colin Dibley         | 6-4 6-7 6-4 |
| 2.  | 1974  | Tempe        | Dura       | Jimmy Connors        | 6-2 6-3     |
| 3.  | 1976  | St. Louis    | Moqueta    | Guillermo Vilas      | 4-6 6-0 6-4 |
| 4.  | 1978  | Colonia      | Moqueta    | Wojtek Fibak         | 6-2 0-1 ab. |
| 5.  | 1980  | Milán        | Moqueta    | John McEnroe         | 6-1 6-4     |
| 6.  | 1983  | Stowe        | Dura       | John Fitzgerald      | 3-6 6-2 7-5 |

### Dobles (13)

#### Títulos
| Nro. | Año  | Torneo                 | Superf.       | Compañero       | Adversarios en la Final          | Resultado       |
| 1    | 1974 | Columbus               | Dura          | Anand Amritraj  | Tom Gorman Robert Lutz           |                 |
| 2    | 1974 | Bombay                 | Tierra batida | Anand Amritraj  | Dick Crealy Onny Parun           | 6-4 7-6         |
| 3    | 1975 | Atlanta                | Moqueta       | Anand Amritraj  | Mark Cox Cliff Drysdale          | 6-3 6-2         |
| 4    | 1975 | Los Ángeles            | Dura          | Anand Amritraj  | Cliff Drysdale Marty Riessen     | 7-6 4-6 6-4     |
| 5    | 1976 | Torneo de Memphis      | Moqueta       | Anand Amritraj  | Marty Riessen Roscoe Tanner      | 6-3 6-4         |
| 6    | 1977 | Kansas City            | Moqueta       | Dick Stockton   | Vitas Gerulaitis Adriano Panatta | 7-6 7-6 4-6 6-3 |
| 7    | 1977 | Queen's Club (Londres) | Césped        | Anand Amritraj  | David Lloyd John Lloyd           | 6-1 6-2         |
| 8    | 1978 | México                 | Tierra batida | Anand Amritraj  | Freddie McNair Raul Ramirez      | 6-4 7-5         |
| 9    | 1980 | Rotterdam              | Moqueta       | Stan Smith      | Bill Scanlon Brian Teacher       | 6-4 6-3         |
| 10   | 1980 | Fráncfort              | Moqueta       | Stan Smith      | Andrew Pattison Butch Walts      | 6-7 6-2 6-2     |
| 11   | 1982 | Chicago/WCT            | Moqueta       | Anand Amritraj  | Mike Cahill Bruce Manson         | 3-6 6-2 6-3     |
| 12   | 1983 | Newport                | Césped        | John Fitzgerald | Tim Gullikson Tom Gullikson      | 6-3 6-4         |
| 13   | 1986 | Newport                | Césped        | Tim Wilkison    | Eddie Edwards Francisco Gonzales | 4-6 7-5 7-6     |

#### Finalista (15)
| Nro. | Año  | Torneo       | Superf.       | Compañero       | Adversarios en la Final        | Resultado              |
| 1    | 1973 | Nueva Delhi  | Tierra batida | Anand Amritraj  | Jim McManus Raúl Ramírez       | 6-2 6-4                |
| 2    | 1974 | South Orange | Dura          | Anand Amritraj  | Brian Gottfried Raúl Ramírez   | 7-6 6-7 7-6            |
| 3    | 1975 | Toronto      | Moqueta       | Anand Amritraj  | Dick Stockton Erik Van Dillen  | 6-4 5-7 6-1            |
| 4    | 1975 | Washington   | Moqueta       | Anand Amritraj  | Mike Estep Russell Simpson     | 7-6 6-3                |
| 5    | 1975 | Louisville   | Tierra batida | Anand Amritraj  | Wojtek Fibak Guillermo Vilas   | Finale annulée (Pluie) |
| 6    | 1975 | Calcuta      | Tierra batida | Anand Amtitraj  | Juan Gisbert Manuel Orantes    | 1-6 6-4 6-3            |
| 7    | 1977 | Saint Louis  | Moqueta       | Dick Stockton   | Ilie Năstase Adriano Panatta   | 6-4 3-6 7-6            |
| 8    | 1977 | Róterdam     | Moqueta       | Dick Stockton   | Wojtek Fibak Tom Okker         | 6-4 6-4                |
| 9    | 1979 | El Cairo     | Tierra batida | Anand Amritraj  | Peter McNamara Paul McNamee    | 7-5 6-4                |
| 10   | 1979 | Louisville   | Tierra batida | Raúl Ramírez    | Marty Riessen Sherwood Stewart | 6-2 1-6 6-1            |
| 11   | 1979 | Sídney       | Indoor        | Pat Dupre       | Rod Frawley Francisco Gonzales | Forfait                |
| 12   | 1981 | Columbus     | Dura          | Anand Amritraj  | Bruce Manson Brian Teacher     | 6-1 6-1                |
| 13   | 1982 | Baltimore    | Moqueta       | Fred Stolle     | Anand Amritraj Tommy Giammalva | 7-5 6-2                |
| 14   | 1983 | Columbus     | Dura          | John Fitzgerald | Scott Davis Brian Teacher      | 6-1 4-6 7-6            |
| 15   | 1984 | Estocolmo    | Indoor        | Ilie Năstase    | Henri Leconte Tomas Smid       | 3-6 7-6 6-4            |